# Gentle Giant

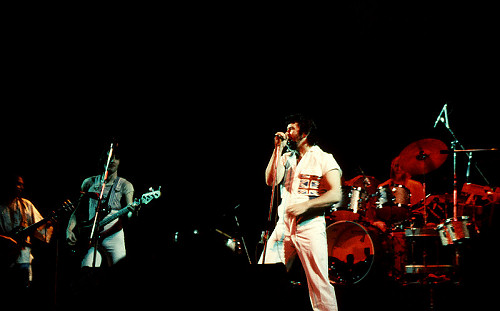
Gentle Giant, Oslo, 1976

Gentle Giant a fost o trupă britanică de rock progresiv activă între 1970 și 1980. Formația a rămas cunoscută pentru muzica sa complexă și sofisticată, dar și pentru virtuozitatea muzicală a membrilor ei. 
La un moment dat deviza grupului era aceea de "a extinde limitele muzicii populare contemporane cu riscul de a-și pierde din popularitate". Gentle Giant nu a atins niciodată succesul comercial pe care au reușit să-l aibă alte trupe progresive ale perioadei cum ar fi Genesis, Yes sau Emerson, Lake and Palmer, însă au fost considerați printre cele mai experimentale formații ale genului progresiv.
Muzica celor de la Gentle Giant era considerată complexă chiar și pentru standardele rockului progresiv, îmbinând stiluri precum folk, soul, jazz și muzică clasică.